# Lauren Schmetterling
Lauren Schmetterling (Moorestown, 3 de agosto de 1988) é uma remadora estadunidense, campeã olímpica.

## Carreira
Schmetterling competiu nos Jogos Olímpicos de 2016, no Rio de Janeiro, onde conquistou a medalha de ouro com a equipe dos Estados Unidos no oito com.